# Tartinijeva hiša, Piran
Tartinijeva hiša je zgodovinska stavba na Tartinijevem trgu, glavnem trgu v Piranu.
Stavba je rojstna hiša skladatelja in violinista Giuseppeja Tartinija in spada med najstarejše hiše ob nekdanjem mandraču oz. v sedanjem trškem stavbnem plašču. Mestne listine iz leta 1384 jo omenjajo kot gotsko stavbo Casa Pizagrua, kasneje pa so njeno pročelje predelali v neoklasicističnem slogu. Nazadnje je bila prenovljena v letih 1985–1991. Med prenovitvenimi deli so v njej odkrili zanimive stenske poslikave.
V stavbi ima svoje prostore Samoupravna skupnost italijanske narodnosti, ki je organizirana kot združenje Skupnost Italijanov Piran Giuseppe Tartini.. Stavba je namenjena tudi kulturnim prireditvam, razstavam in različnim umetniškim delavnicam. V prvem nadstropju je urejena Tartinijeva spominska soba s predmeti, ki jih je umetnik zapustil sorodnikom. Najzanimivejši eksponati so posmrtna maska, mojstrova violina, črtalnik, bakrorez z upodobitvijo Tartinijevih sanj in Tartinijev portret. Med rokopisnim gradivom je najbolj zanimivo pismo slavni violinistki, Tartinijevi učenki Maddaleni Lombardini, v katerem razlaga pravila lokovne tehnike.